# Heinz Geyer
Heinz Geyer, nemški general in politik, * 30. april 1929, † 3. junij 2008.
Geyer je bil zadnji načelnik štaba Hauptverwaltung Aufklärung, zunanje-obveščevalnega oddelka Ministrstva za državno varnost Nemške demokratične republike.